# Carl-Johan Ström (författare)
Carl-Johan Ström, född 5 mars 1944 i Tierp, död 18 januari 2017 i Viksängs distrikt i Västerås, var en svensk författare, bosatt i Västerås. Han har arbetat i Västerås kommun med stadsbyggnadsfrågor och kom ut med sin debutroman Mörka skuggor år 2016. Innan dess har han givit ut sex böcker, bland annat romanen Blodsband och självbiografin Vägbygget.